# Amitie du weekend
Amitie du weekend（あみてぃーでゅうぃーくえんど）は毎週土曜日午前11：00-11：30まで放送されていたトーク番組である。三井住友VISAカード一社提供。

2006年4月にTOKYO FM、FM OSAKA、FM AICHIの3局ネットで放送開始。開始当初は放送時間が金曜19:00～19:25であったが、同年10月より土曜午前枠へ移動した。2016年3月終了。

## 概要
中山エミリとゲスト1人とのトーク番組。沢井美優が居た頃は沢井が現地に飛んで週末を素敵に過ごす情報を流す情報番組、2010年頃まで血液型占いがあった。2015年9月から中山が産休に入り代わりに妹の英玲奈がピンチヒッターを務めている。

## パーソナリティー
- 中山エミリ（2015年10月から2016年1月まで産休で出演休止）
- 沢井美優（2009年6月まで）
- ハイキングウォーキング（2006年10月から2008年1月まで）
- 英玲奈（中山産休中の代理パーソナリティ）

## ネット局
- TOKYO FM（制作局）
- FM OSAKA

### 過去のネット局
- FM AICHI（打ち切り時期不明）